# Ципрянка
Ципрянка (пол. Cyprianka, нім. Zippern) — село в Польщі, у гміні Фабянки Влоцлавського повіту Куявсько-Поморського воєводства.
Населення — 757 осіб (2011).
У 1975-1998 роках село належало до Влоцлавського воєводства.

## Демографія
Демографічна структура станом на 31 березня 2011 року:
|          | Загалом | Допрацездатний вік | Працездатний вік | Постпрацездатний вік |
| -------- | ------- | ------------------ | ---------------- | -------------------- |
| Чоловіки | 360     | 88                 | 236              | 36                   |
| Жінки    | 397     | 78                 | 239              | 80                   |
| Разом    | 757     | 166                | 475              | 116                  |